# Euprosthenops biguttatus
Euprosthenops biguttatus là một loài nhện trong họ Pisauridae.
Loài này thuộc chi Euprosthenops. Euprosthenops biguttatus được Carl Friedrich Roewer miêu tả năm 1955.